# プラフラ・チャンドラ・レイ
プラフラ チャンドラ レイ ( Prafulla Chandra Ray、1861年8月2日–1944年6月16日 ) CIE 、 FNI 、 FRASB 、 FIAS 、 FCS （ベンガル語: প্রফুল্ল চন্দ্র রায় PraphullaChandraRāy） は、著名なベンガルの化学者、教育者、歴史家、実業家、慈善家である。彼は化学の最初の近代的なインドの研究学校を設立し、インド化学の父と見なされている。。